# Sam Battaglia
Samuel "Teets" Battaglia (30. juni 1908 i Chicago – 8. januar 1973 i Oak Park, Illinois) var en amerikansk gangster og højtstående medlem af mafiaorganisationen Chicago Outfit.
Battaglia kom tidligt med i banden 42 Gang sammen med Sam «Momo» Giancana. I 1924 deltog han under mafiacheferne Johnny Torrio og Al Capone i bandekrigen mod Dion O'Banion og banden North Side Gang. Mod slutningen af 1930'erne var Battaglia blevet en førende lånehaj og var højt placeret i hierarkiet i Chicago Outfit. Skyldnere, som ikke kunne betale, blev ført til Battaglia i baglokalet til restauranten Casa Madrid, hvor de blev gennempryglet og i nogle tilfælde dræbt. Battaglias tilnavn «Teets» siges at komme fra en sådan hændelse. Da et andet bandemedlem stillede spørgsmål ved behandlingen af en skyldner, skreg Battaglia "Shaddup, or I'll bust ya in da teets!" (Klap i, ellers slår jeg tænderne ind på dig).
I 1950 omfattede Battaglias strafferegister mindst 12 tilfælde af tyveri, røveri og drab. Han var mistænkt for syv mord. Han blev anset for at være den kommende efterfølger for Outfit-chef Giancana. I en vidneforklaring for senatets McClellan komite til undersøgelse af organiseret kriminalitet påberåbte Battaglia sig det femte grundlovstillæg mere end 60 gange.
I 1960'erne kæmpede Battaglia om at blive øverste leder af Outfit efter topchefen Tony Accardo, hvis magt var dalende. Rivaler var Giancana, Sam DeStefano og Fiore «Fifi» Buccieri. I 1967 blev Battaglia idømt imidlertid 15 års fængsel for afpresning, og imens genvandt Giancana for en tid posten som chef.
Battaglia blev løsladt i 1972 og døde af naturlige årsager året efter.
NHL-ishockeyspilleren Bates Battaglia, der spiller for Toronto Maple Leafs er barnebarn af Sam Battaglia.